# Маска (фото)
Ма́ска — непрозрачная или полупрозрачная заслонка, применяемая для ограничения или предотвращения доступа света к какой-либо части кадра при съёмке, печати или проекции изображения. Применяется в фотографии и кинематографе в качестве приёма комбинированной съёмки для соединения разных изображений, изменения соотношения сторон кадра или ограничения поля зрения (например для имитации вида через бинокль или замочную скважину). В двух последних случаях чаще употребляется термин каше́ (фр. Сacher «прятать, заслонять») или каше́та.
Маска эффективна при многократном экспонировании: она заслоняет часть кадра в то время, как съёмка происходит на открытый участок фотоэмульсии. После перемотки киноплёнки на начало (или повторного взвода затвора при неподвижной фотоплёнке) вместо маски устанавливается контрма́ска (контркаше), форма границы которой повторяет конфигурацию маски, но заслоняется при этом другая часть кадра, экспонированная в первый раз. Таким образом во время второй экспозиции свет попадает только на участки кадра, закрытые в начале маской. Наиболее сложной разновидностью является блуждающая маска, границы которой движутся в точном соответствии с изменениями контуров подвижных объектов съёмки.
Маска может использоваться не только во время съёмки, но и при фотопечати или в трюк-машине. При этом на одном позитиве или контратипе комбинируются два или несколько изображений с разных негативов. Кроме того, маска может использоваться для изменения характера изображения, смягчая его контраст или контурную резкость. Для этого в качестве неё используется отпечатанная на прозрачной плёнке полутоновая копия изображения, которая накладывается поверх фотобумаги, регулируя доступ света к разным её участкам.

## Историческая справка
Как инструмент многократной экспозиции маска появилась ещё на заре фотографии. Оскар Рейландер (англ. Oscar Gustave Rejlander) уже в 1856 году создал фотомонтаж «Два образа жизни», полученный фотопечатью с 30 негативов. Одновременно с ним подобными опытами занимались Генри Пич Робинсон (англ. Henry Peach Robinson) и Гюстав Легрей (англ. Jean-Baptiste Gustave Le Gray). Отсутствие потребности в больших количествах позитивных копий в фотографии позволяет использовать маски при фотопечати, а не при съёмке. В кинематографе из-за ограничений, накладываемых технологией тиражирования, оказалось более приемлемым маскирование в киносъёмочном аппарате, требующее повышенной точности в работе кинооператора. Таким образом актёрская сцена совмещалась с фоном, снятым в другом месте, или на экране создавались «двойники», когда актёр разговаривает с самим собой. В 1898 году Жорж Мельес (фр. Marie-Georges-Jean Méliès) впервые применил каше в кино, позаимствовав его из фотографической техники. Этим способом он совмещал в одном кадре изображения, снятые в разных местах и в разное время. Сначала каше закрывало одну часть кадра, в то время как на другую снималась некая сцена. Затем киноплёнка перематывалась на начало, и с помощью контркаше закрывали часть кадра с уже отснятым изображением, снимая другую сцену на неэкспонированные участки. В результате на экране комбинировались объекты, несовместимые в реальной жизни. Так можно было поместить актёров на произвольном фоне или совместить их с уменьшенным макетом крупных сооружений. Таким же способом выполняется «размножение» актёра, разговаривающего в кадре с самим собой. В картине «Большое ограбление поезда» маска использована для совмещения интерьера почтового отделения с изображением поезда в дверном проёме.

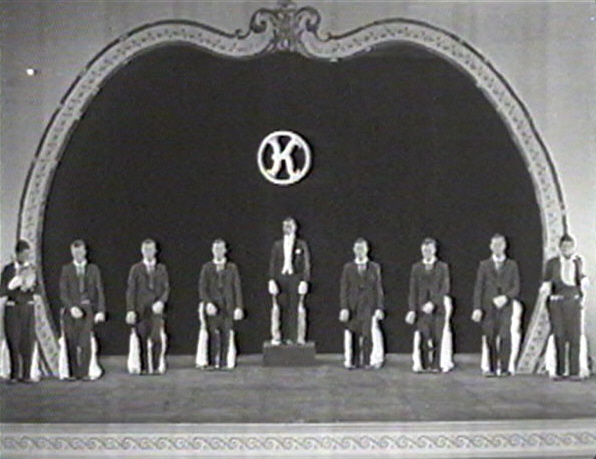
Использование маски для размножения изображения Бастера Китона в фильме «Театр», 1921 год

Дальнейшим развитием каширования стала техника дорисовки, когда вместо непрозрачной маски перед объективом устанавливался нарисованный на стекле фон, который перспективно совмещали с объектами съёмки. Таким способом можно было получать комбинированный кадр в одну экспозицию. Однако, главным недостатком технологии была необходимость большой глубины резкости, поскольку разница расстояний от объектива до стекла с рисунком и до основного объекта съёмки очень велика. Устранить проблему удалось с помощью техники последующей дорисовки, появившейся благодаря новейшим киносъёмочным аппаратам, оснащённым контргрейфером. Механизм резко повышал точность транспортирования киноплёнки и позволял с высоким качеством выполнять многократную экспозицию. Основная сцена при этом снималась по старой технологии с непрозрачной маской, а затем с проявленного отрезка отснятой киноплёнки печатался фотоснимок большого формата. Его части, не покрытые маской в момент съёмки, закрашивались чёрной тушью, образуя контрмаску. На остальном пространстве художник рисовал нужный фон, который снимался на непроявленную киноплёнку второй экспозицией.
Несмотря на все удобства техники дорисовки, она обладала двумя главными недостатками: рисованный фон мог быть только неподвижным, что снижало достоверность изображения, а граница между актёрской сценой и фоном должна была проходить по фиксированной линии, ограничивая свободу перемещения актёров. Проблемы были решены с появлением первых технологий блуждающей маски, роль которой выполняла вспомогательная киноплёнка с силуэтным движущимся изображением актёров. Изобретение стало возможным благодаря методу бипак, при котором в киносъёмочный аппарат заряжались одновременно две киноплёнки. При этом масочная закрывала части кадра, которые не должны экспонироваться в данный момент, обеспечивая совмещение актёрской сцены и фона точно по движущемуся контуру. Постепенное повышение качества киноплёнок позволило применять маску не в момент съёмки оригинального негатива, а при печати промежуточного контратипа с помощью трюк-машины. В результате удалось свести к минимуму риск неустранимого брака, вынуждающего переснимать дорогостоящие сцены.

## Маска в фотографии

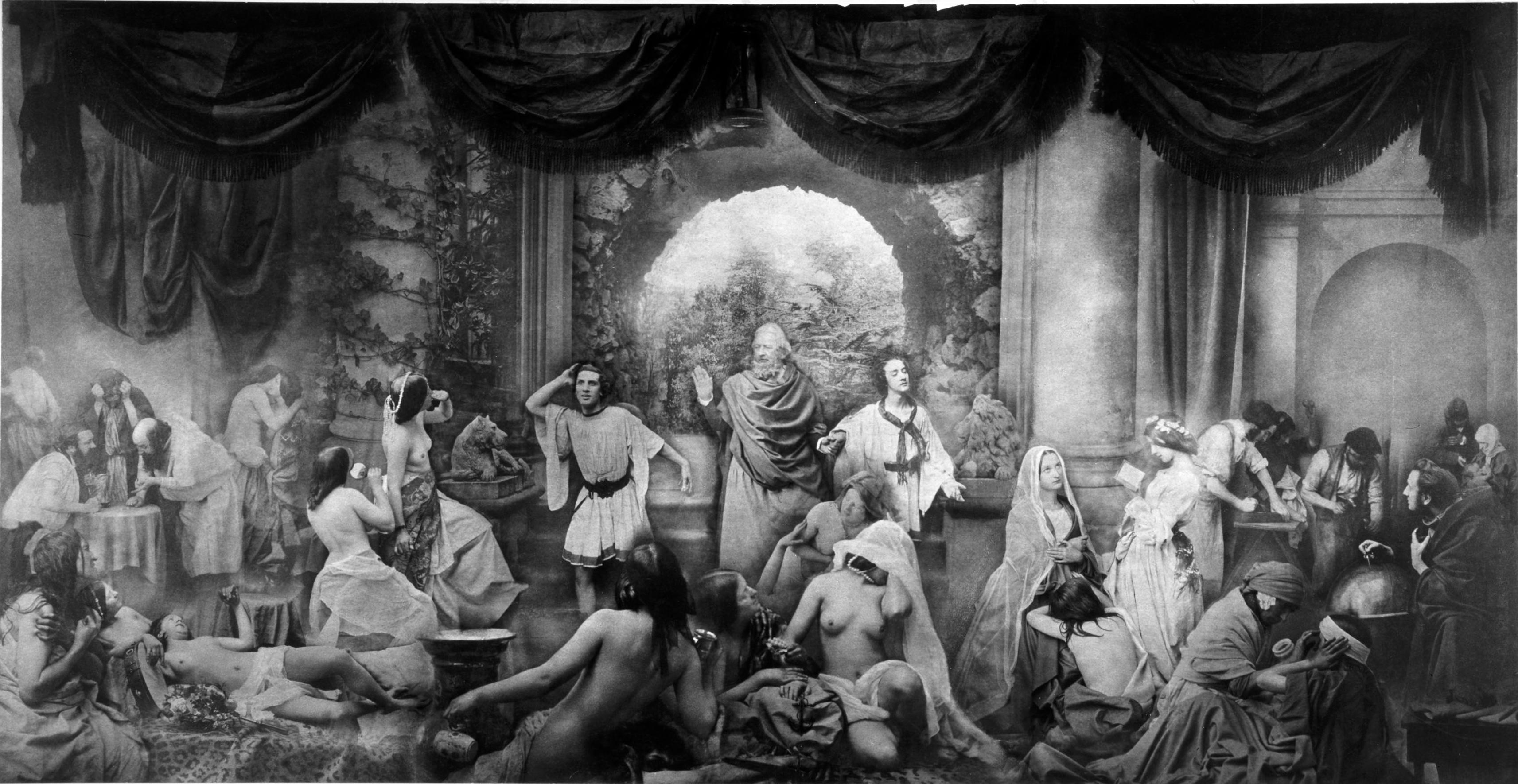
Снимок «Два образа жизни», созданный Оскаром Рейландером с помощью фигурных масок при комбинированной печати с разных негативов

Чаще всего, маска используется при комбинированной фотопечати, позволяя совмещать на общем снимке изображения с разных негативов. Для этого заранее определяется формат будущего снимка и из листового непрозрачного материала (например, картона или чёрной бумаги) изготавливаются маска и контрмаска. Их граница определяется по спроецированному изображению одного из негативов. Лист разрезается по этой линии и после этого приступают к печати. На неэкспонированную фотобумагу укладывается маска, сквозь которую печатается первый негатив. Второй негатив печатают через контрмаску, которая размещается на листе фотобумаги с таким расчётом, чтобы её граница совпала с границей маски. Таким способом можно совмещать на одном листе неограниченное число изображений, однако сложность процесса возрастает пропорционально их количеству. Метод также пригоден при изготовлении фотовиньеток и для впечатывания обрамлений. В XIX веке с помощью маски в пейзажи впечатывали изображение неба, которое было невозможно получить напрямую из-за недостатков спектральной сенсибилизации фотоэмульсий тех лет. Однако, некоторые фотохудожники прибегали к использованию комбинированной фотопечати при создании многофигурных композиций, например таких, как «Два образа жизни» Оскара Рейландера. По сравнению с пересъёмкой смонтированных на общей подложке фотоотпечатков, масочная печать обеспечивает значительно более высокое качество изображения, поскольку исключает контратипирование.
Кроме соединения разных изображений маска может также использоваться для регулировки экспозиции на отдельных участках снимка. При этом используются полупрозрачные маски, накладываемые на нужные места фотобумаги. Такая маска ослабляет свет и высветляет маскированный участок отпечатка, или позволяет лучше пропечатать не прикрытые ей фрагменты снимка, сохранив нормальную экспозицию в нужных местах. При проекционной фотопечати в качестве маски фотографы используют свои руки, перекрывая ими свет объектива над участками фотобумаги, которые на снимке должны выглядеть светлее остальных. В этом случае граница маски получается нерезкой. При необходимости получения резкой границы маска из прозрачных окрашенных плёнки или стекла плотно прижимается к фотобумаге, а её граница точно повторяет контуры экранируемого участка. Тот же эффект может быть достигнут применением непрозрачной маски в две экспозиции: во время одной из них маска удаляется, открывая доступ свету. Для смягчения контраста снимка может быть использована полутоновая маска, напечатанная на фототехнической плёнке с того же негатива. При наложении проявленной плёнки со слабоконтрастным позитивным изображением на фотобумагу, она служит светофильтром, «вычитающим» контраст негативного изображения, проецируемого фотоувеличителем. В некоторых случаях такая маска специально печатается с уменьшенной резкостью для сохранения контурного контраста отпечатка при сниженном общем. В фотографии эта техника получила название «нерезкое маскирование», и фильтр с таким же названием (англ. Unsharp Mask) и принципом действия, встроен в большинство современных графических редакторов, например Adobe Photoshop. Окрашенные полупрозрачные маски могут использоваться при цветной фотопечати для коррекции цветопередачи на отдельных участках снимка.

### Цветоделительное маскирование
В аналоговой цветной фотографии используются маски, образующиеся непосредственно в фотоэмульсии, одновременно с основным изображением. Такое маскирование называется «внутренним» и служит для компенсации нежелательных оттенков красителей, синтезируемых в зонально-чувствительных фотоэмульсионных слоях хромогенных фотоматериалов. Технология используется только в негативных или контратипных цветных фото- и киноплёнках, поскольку жёлто-оранжевая окраска маски неприемлема в позитиве. При этом вместо бесцветных цветообразующих компонент в эмульсию добавляются окрашенные, интенсивность обесцвечивания которых в процессе проявления прямо пропорциональна выходу соответствующих красителей. В результате обработанный фотоматериал содержит два изображения: основное негативное и малоконтрастное позитивное. Негативное изображение состоит из красителей, а позитивное из неизрасходованных цветообразующих компонент. Последнее служит маской, компенсирующей при печати оттенки красителей, ухудшающие качество цветоделения.

## Маска в кинематографе
В кинематографе известны три основных техники комбинированной съёмки через каше.

### Внутрикамерная
Наиболее ранний способ маскирования при комбинированных съёмках. Перед объективом киносъёмочного аппарата с помощью компендиума устанавливаются маски, форма которых определяет границу разделения изображения. Сначала сквозь маску экспонируется одна часть кадра, а затем через контрмаску — другая. После лабораторной обработки на киноплёнке получается комбинированное изображение. Этим способом можно совмещать два и более изображений, снятых в разное время в разных местах. В фильме Георга Пабста «Тайны одной души» 1926 года для создания одного из комбинированных кадров потребовалась шестикратная экспозиция с таким же количеством каше и контркаше. Разновидностью метода является техника последующей дорисовки, когда отрезок отснятой сквозь маску киноплёнки с актёрской сценой, используется для создания рисованного фона на фотоотпечатке. Покрытые чёрной тушью участки с отснятой сценой выполняют роль контрмаски при второй экспозиции.

### Транспарантная маска
Изготовление комбинированного кадра по этой технологии начинается с обычной съёмки актёрской сцены в павильоне или на натуре. От отснятой и обработанной киноплёнки отрезаются несколько кадриков, один из которых проецируется на стекло. Перед этим стекло окрашивается чёрной, а поверх неё — белой краской. Ориентируясь по спроецированному на краску изображению, художник обозначает линию будущего стыка реальной сцены с дорисованной. Затем на белую краску в выбранных местах наносится негативный рисунок фона, а остальное пространство стекла, предназначенное для уже отснятого изображения, очищается от краски. После этого в киносъёмочный аппарат методом бипак заряжаются две киноплёнки: неэкспонированная и поверх неё негатив актёрской сцены («транспарант»). Перед запуском аппарата стекло с рисунком освещают сзади, изолируя от света поверхность, обращённую к объективу. В результате на неэкспонированную киноплёнку впечатывается изображение негатива актёрской сцены, причём только в тех местах, где стекло очищено от краски. При этом закрашенные фрагменты стекла играют роль маски. Отсняв всю длину негатива, камеру перезаряжают, оставив в ней только непроявленную киноплёнку, перемотанную на начало. Вторая экспозиция происходит при фронтальном освещении рисунка на стекле, закрытом сзади чёрным бархатом. Последний выполняет роль контрмаски, предохраняя от нежелательной засветки участки кадра, уже экспонированные сквозь негатив. После лабораторной обработки киноплёнки на ней получают интерпозитив комбинированного кадра, состоящего из актёрской сцены и рисованного фона.

### Фотоперекладка
Техника фотоперекладки может быть использована для создания блуждающей маски, которая вручную покадрово рисуется с рабочего позитива актёрской сцены. Метод был использован в фантастическом фильме «Космическая одиссея 2001 года» для совмещения актёров с фоном звёздного неба. Однако при оптической технологии кинопроизводства эта технология слишком трудоёмка, и более распространена в современной цифровой.

## Кашетирование
Маска или каше используется в кашетированных форматах широкоэкранного кинематографа. При этом академический кадр ограничивается сверху и снизу с помощью непрозрачной маски (каше), увеличивающей соотношение сторон экрана. Каше может быть установлено в кадровом окне киносъёмочного аппарата в момент съёмки, давая широкоэкранный негатив. В этом случае технология называется «явное кашетирование». Иногда каше используется при печати фильмокопий или уже в кинопроекторе. В этом случае метод принято называть «скрытое кашетирование». В обоих случаях высота кадра получается уменьшенной, давая широкоэкранное изображение, а при его проекции используется короткофокусный объектив, заполняющий изображением более широкий экран, чем у обычной фильмокопии.

### Экранное каше
Технология используется для согласования изображения и экрана, обладающих различным соотношением сторон. Наиболее широко применяется в телевидении стандартной чёткости при показе широкоэкранных фильмов на обычном экране. В этом случае широкоэкранное изображение достраивается чёрными каше сверху и снизу до формата экрана, сохраняя исходный кадр без обрезки. Реже такая же технология используется для вписывания в широкий экран кинокадра классического формата 1,37:1. Размеры и расположение каше передаются вместе с видео при помощи служебных кодов WSS (англ. Wide Screen Signaling) или AFD (англ. Active Format Description). Таким же образом каширование применяется в видеорелизах кинофильмов.